# Sclerochilus dubowskyi
Sclerochilus dubowskyi is een mosselkreeftjessoort uit de familie van de Bythocytheridae. De wetenschappelijke naam van de soort is voor het eerst geldig gepubliceerd in 1962 door Marinov.